# Wolfgang Krenz
Wolfgang Krenz (* 24. April 1943 in Celle) ist ein deutscher Architekt.

## Leben
Krenz war ab 1958 in Bonn wohnhaft und schloss dort eine Maurer- und eine Bauzeichnerlehre ab. Daraufhin studierte er von 1962 bis 1965 Architektur an der Staatlichen Ingenieurschule Mainz (heute Fachhochschule Mainz) und von 1966 bis 1972 an der Technischen Universität Karlsruhe, unter anderem bei Egon Eiermann. 1970 ließ sich Krenz mit einem Architekturbüro in Athen nieder und 1974 in Bonn bzw. Königswinter. Er führte von 1982 bis 1997  gemeinsam mit dem Architekten Bernd Meier (* 1947) in Bonn das Architektur- und Stadtplanungsbüro Planungsgruppe Bonn (Krenz, Meier + Assoziierte).
Seit 1993 war Krenz Professor an der Hochschule Bochum im Fachbereich Architektur mit dem Schwerpunkt „Entwerfen und Grundlagen des Entwerfens“. Daneben leitet er unter „Prof. Krenz Architekten // Archwerk Generalplaner KG“ ein eigenes Büro. Zu seinen Schwerpunkten zählen öffentliche Bauten wie zum Beispiel das Jahrhunderthaus Bochum (2005).
Krenz wurde 2011 als Professor für Architektur an die EBZ Business School berufen.
Krenz lebt und arbeitet in Bochum und im Königswinterer Ortsteil Oberdollendorf, wo er 1966–69 für seine Familie ein Wohnhaus in Hanglage an der Dollendorfer Hardt erbaut hatte. Krenz ist Mitglied des Bundes Deutscher Architektinnen und Architekten (BDA) und des Deutschen Werkbundes (DWB).

## Auszeichnungen
- 1987: Architekturpreis Beton
- 1992: Deutscher Städtebaupreis (Sonderpreis Beton-Fertigteilbau)
- 1994: Architekturpreis Zukunft Wohnen

## Bauten (Auswahl)
- 1966–1969: Königswinter-Oberdollendorf, Laurentiusstraße 28, Wohnhaus Krenz[7][8][9]
- 1980–1983: Bonn-Beuel, Rheinaustraße 30–34, Mehrfamilienwohngebäude[10][11]
- 1982:–9999 Bonn-Mehlem, Pirolweg 8, Wohnhaus[12]
- 1983–1985: Bonn-Südstadt, Venusbergweg 1b, Mehrfamilienwohnhaus (mit Bernd Meier)[13][14][15]
- 1984–1985: Königswinter-Niederdollendorf, In den Flachten 7–11/Hauptstraße 134, Wohnanlage „Rheinpark“ (mit Bernd Meier)[16][17]
- 1985:–9999 Königswinter-Niederdollendorf, In den Flachten, Trafostation als Kinderspielturm (mit Bernd Meier)[18][3]
- 1987–1992: Bonn-Bad Godesberg, Bonner Straße/Moltkestraße/Oststraße, Stadtquartier „Lindeblock“ (mit Bernd Meier)[19][20]
- 1988–1990: Bonn-Bad Godesberg, Burgstraße/Junkerstraße/Im Äuelchen, Wohnquartier Obere Burgstraße (mit Bernd Meier)[21][22]
- 1994–1995: Bonn-Kessenich, Hausdorffstraße 2–4/August-Bier-Straße, Wohnhaus für Studenten (mit Bernd Meier)[23][24][25]
- 1994–1998: Bonn-Zentrum, Rabinstraße 8/Am Alten Friedhof/Noeggerathstraße, Bürogebäude Deutscher Herold mit Parkhaus und Ergänzungsbauten (mit Bernd Meier)[26][27][28]
- 2004–2005: Bochum, Alleestraße 80, Jahrhunderthaus